# Hiệp hội Viện Đại học Mỹ
Hiệp hội Viện Đại học Mỹ (tiếng Anh: Association of American Universities, viết tắt AAU) là một tổ chức quốc tế, phi lợi nhuận, của các viện đại học nghiên cứu hàng đầu. Mục đích của AAU là duy trì một hệ thống nghiên cứu học thuật và giáo dục mạnh mẽ. AAU bao gồm 60 viện đại học ở Hoa Kỳ (bao gồm cả tư thục lẫn công lập) và hai viện đại học ở Canada.